# Котфін (Мазовецьке воєводство)
Котфін (пол. Kotfin) — село в Польщі, у гміні Гельнюв Пшисуського повіту Мазовецького воєводства.
Населення — 152 особи (2011).
У 1975-1998 роках село належало до Радомського воєводства.

## Демографія
Демографічна структура станом на 31 березня 2011 року:
|          | Загалом | Допрацездатний вік | Працездатний вік | Постпрацездатний вік |
| -------- | ------- | ------------------ | ---------------- | -------------------- |
| Чоловіки | 69      | 14                 | 47               | 8                    |
| Жінки    | 83      | 18                 | 46               | 19                   |
| Разом    | 152     | 32                 | 93               | 27                   |